# 共鳴外縁天体
共鳴外縁天体（きょうめいがいえんてんたい、Resonant trans-Neptunian object）は、平均運動が海王星と軌道共鳴する太陽系外縁天体である。共鳴天体の軌道周期は、海王星の軌道周期に対して、1:2や2:3等の簡単な整数比になる。共鳴外縁天体は、エッジワース・カイパーベルト天体またはより遠くの散乱円盤天体の一部である。
| 太陽系外縁天体                                         | 太陽系外縁天体         |
| ------------------------------------------------------ | ---------------------- |
| エッジワース ・カイパー ベルト （海王星との 軌道共鳴） | (3:4)                  |
| エッジワース ・カイパー ベルト （海王星との 軌道共鳴） | 冥王星族 (2:3)         |
| エッジワース ・カイパー ベルト （海王星との 軌道共鳴） | (3:5)                  |
| エッジワース ・カイパー ベルト （海王星との 軌道共鳴） | キュビワノ族 ( - )     |
| エッジワース ・カイパー ベルト （海王星との 軌道共鳴） | (1:2)                  |
| 散乱円盤天体                                           |                        |
| オールトの雲                                           |                        |
| 類似天体                                               | ケンタウルス族         |
| 類似天体                                               | 海王星のトロヤ群       |
| 類似天体                                               | 彗星（遷移天体）       |
| 関連項目                                               | 準惑星（冥王星型天体） |
| 関連項目                                               | 太陽系小天体           |
| ■Portal ■Project ■Template                             |                        |

## 分布

共鳴外縁天体の分布。共鳴天体は赤色で示す。

上記の図は、ケンタウルス族を参照系として、70天文単位以内の既知の太陽系外縁天体と海王星の軌道の関係の分布を表している。共鳴天体は赤でプロットされている。海王星との軌道共鳴は、紫色のバーで印が付けられ、1:1は海王星（及び海王星のトロヤ群）の位置、2:3は冥王星及び冥王星族の軌道、1:2や2:5等は多くの小天体の軌道を表している。
2:3と3:2という表記は、どちらも同じ外縁天体の共鳴を表すが、外縁天体は、その定義から海王星より軌道周期が長いことから混乱は生じない。その使い分けは、著者や分野によって異なる。「冥王星は海王星と2:3の共鳴にある」という言葉は、海王星3回公転する間に冥王星は2回公転することを意味する。

## 起源
海王星の共鳴に関する多くの分析的研究によって、それらは非常に「狭い」、即ち天体は比較的正確なエネルギー範囲にあることが示された。天体の軌道長半径がその狭い範囲の外にある場合、軌道は乱れ、軌道要素は大きく変化する。
太陽系外縁天体が発見されると、かなりの数（10%以上）の天体が2:3共鳴点で発見された。現在では、これらの天体は海王星のマイグレーションに掃き出されて「集められた」と信じられている。
最初の太陽系外縁天体が発見される前、角モーメント転移による木星型惑星と小粒子の円盤の相互作用が木星を内側に、土星、天王星、特に海王星を外側に移動させたということが提案されていた。この比較的短い期間の間に、海王星の共鳴点は空間を一掃し、天体を共鳴軌道に捉えた。

## 既知の天体

### 2:3共鳴（周期:約250年）

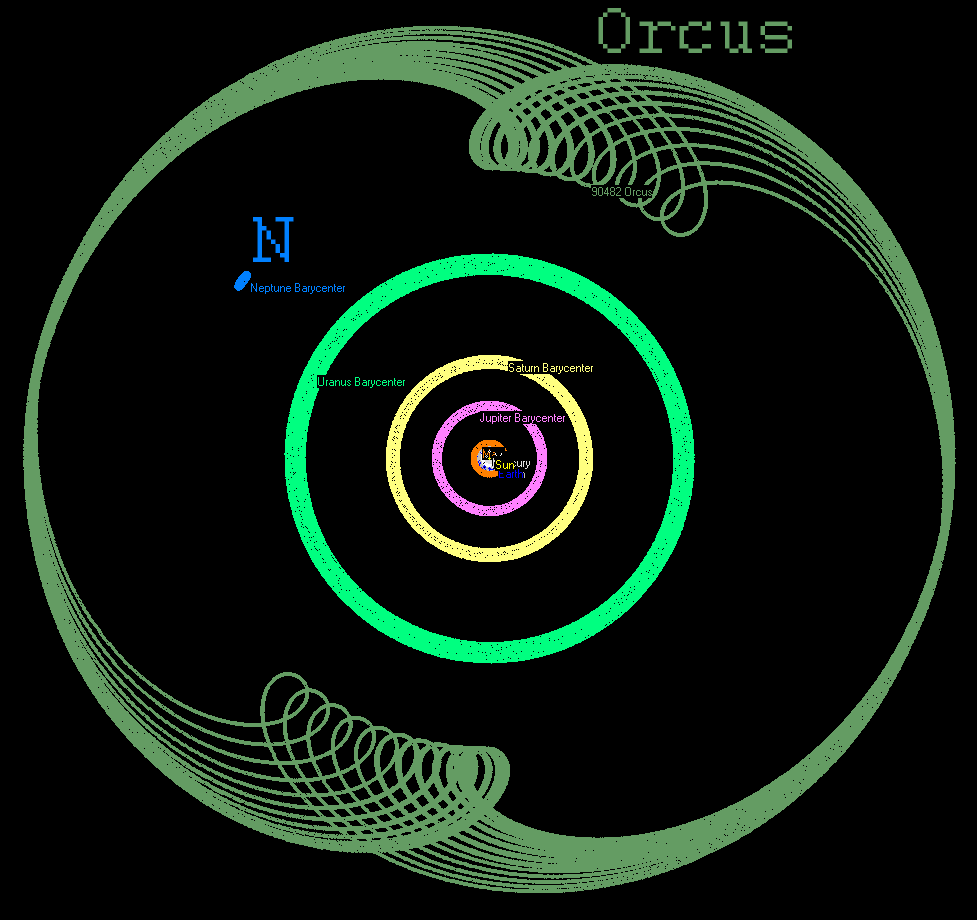
海王星の軌道周期と等しいオルクスの運動

冥王星とその衛星、オルクス、イクシオンの大きさ、アルベド、色指数の比較

39.4AUの距離の2:3の共鳴点は、天体の数が圧倒的に多く、92個の確実な、104個の可能性のある天体が存在する。この共鳴軌道の天体は、冥王星に因んで冥王星族と名付けられている。冥王星族の大きな天体は、以下のとおりである。
- イクシオン - 準惑星候補
- フヤ - 準惑星候補
- (84922) 2003 VS2 - 準惑星候補
- オルクス - 準惑星候補
- 冥王星 - 準惑星
- (208996) 2003 AZ84 - 準惑星候補

### 3:5共鳴（周期:約275年）
42.3AUの距離の3:5の共鳴点には、2008年10月時点で、10個の天体が見つかっている。
- (15809) 1994 JS
- (126154) 2001 YH140
- (143751) 2003 US292

### 4:7共鳴（周期:約290年）
また別の重要な共鳴点は、43.7AUの距離の4:7の共鳴点である。2008年10月時点で、20個の天体が見つかっている。キュビワノ族の軌道のちょうど真ん中に位置する。この軌道の天体は比較的小さく（1つの例外を除いて視等級が6以下）、その多くは黄道に近い軌道をとる。軌道が確立している天体には、以下のものがある。
- (118378) 1999 HT11
- (118698) 2000 OY51
- (119070) 2001 KP77
- (119956) 2002 PA149
- 1999 CD158 - 準惑星候補

### 1:2共鳴（周期:約330年）
47.8AUのこの軌道は、しばしばエッジワース・カイパーベルトの「外縁」と考えられ、この共鳴軌道上の天体はトゥーティノ族と呼ばれる。トゥーティノ族は15°以下の軌道傾斜角を持ち、0.1から0.3程度の適度な軌道離心率を持つ。1:2共鳴にある天体の一部は、海王星のマイグレーションの際に微惑星円盤から掃き出された天体を起源とするものではないと考えられている。
2008年10月時点で、この軌道には、冥王星族よりもかなり少ない14個の天体が見つかっている。長期の軌道統合は、1:2共鳴は2:3共鳴よりも不安定で、40億年間で冥王星族の28%が生き残ったのに対し、15%しか生き残らなかったことを示している。もともとトゥーティノ族はは冥王星族に匹敵する数が存在したが、現在までに減ってしまったのかもしれない。
軌道が確立している天体には、次のものがある。
- (20161) 1996 TR66
- (26308) 1998 SM165
- (119979) 2002 WC19 - 準惑星候補
- (130391) 2000 JG81
- (137295) 1999 RB216

いくつかの共鳴天体（赤色）

### 2:5共鳴（周期:約410年）
55.4AUの軌道で、軌道が確立している天体には、次のものがある。2008年10月時点で、11個の天体が見つかっている。
- (69988) 1998 WA31
- (84522) 2002 TC302 - 準惑星候補
- (119068) 2001 KC77
- (135571) 2002 GG32
- (143707) 2003 UY117

### その他の共鳴

ハウメアの振動。赤が緑に変わる点は、黄道を横切る点である。

いわゆる高次共鳴には、次のような限られた数の天体のみが知られている。
- 4:5（35AU、約205年）
  - (131697) 2001 XH255
- 3:4（36.5AU、約220年）
  - (15836) 1995 DA2
  - (143685) 2003 SS317
- 5:9（44.5AU、約295年）
  - 2002 GD32[10]
- 4:9（52AU、約370年）
  - (42301) 2001 UR163 - 準惑星候補
  - (182397) 2001 QW297[11]
- 3:7（53AU、約385年）
  - (95625) 2002 GX32
  - (131696) 2001 XT254
  - (181867) 1999 CV118
  - (183964) 2004 DJ71
- 5:12（55AU、～395年）
  - (79978) 1999 CC158
  - (119878) 2001 CY224[12]
- 3:8（57AU、約440年）
  - (82075) 2000 YW134[13] - 準惑星候補
- 1:3（63AU、約495年）
  - (136120) 2003 LG7
  - 2005 EO297
- 3:10（67AU、約549年）
  - (225088) 2007 OR10 - 準惑星候補
- 2:7（70AU、約580年）
  - 2006 HX122[14]
  - 2010 EK139 - 準惑星候補
- 1:4（76AU、約660年）
  - 2003 LA7
- 1:5（88AU、約825年）
  - 2003 YQ179

準惑星の未確定の共鳴軌道は、次のとおり。
- 7:12（43AU、約283年）
  - ハウメア[15] - 準惑星
- 6:11（45AU、約302年）
  - マケマケ[16] - 準惑星
- 5:17（67AU、約560年）
  - エリス[16] - 準惑星

### 1:1共鳴（周期:約165年）
海王星自体とほぼ同じ軌道長半径で、太陽-海王星系のラグランジュ点にもいくつかの天体が発見されている。これらは、木星のトロヤ群とのアナロジーで海王星のトロヤ群と呼ばれ、海王星との1:1の共鳴軌道を持つ。2012年10月現在で9つが知られている。
最後の3つの天体だけがL5ラグランジュ点にあり、残りはL4ラグランジュ点にある。

## 偶然の軌道の一致と真の共鳴
このような遠くの天体の軌道は正確に決定していないことから、弱い共鳴を証明することは難しい。多くの天体の軌道周期は300年以上であり、そのほとんどはそのうちの数年間観測できるだけである。非常に遠い距離と背景の恒星に対する運動の遅さから、真の共鳴なのか単なる偶然の軌道の一致なのかを十分確定させるには数十年を要する。
真の共鳴では、共鳴点の近くにくると滑らかな振動(oscillation)が起きる。

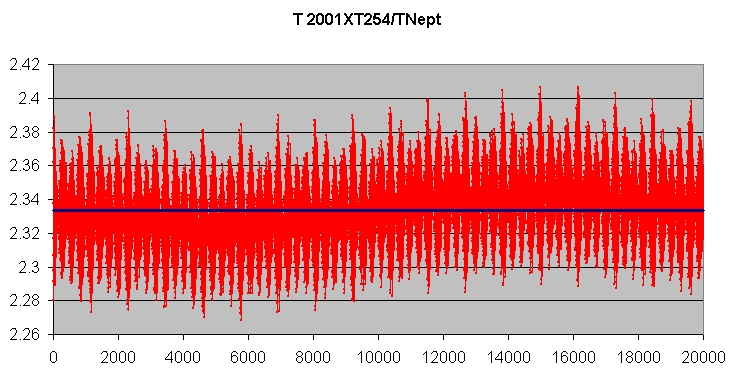
海王星の7:3共鳴点付近の2001 XT_{254}の軌道周期

2007年のEmel’yanenkoとKiselevaによるシミュレーションでは、(131696) 2001 XT254は、海王星との7:3共鳴点で振動(libration)した。この振動は、1億年以下から数十億年で安定化しうる。
Emel’yanenkoとKiselevaは、(48639) 1995 TL8は1%以下の確率で海王星と7:3共鳴であるが、共鳴点の周りを周回(circulation)していることも示した。

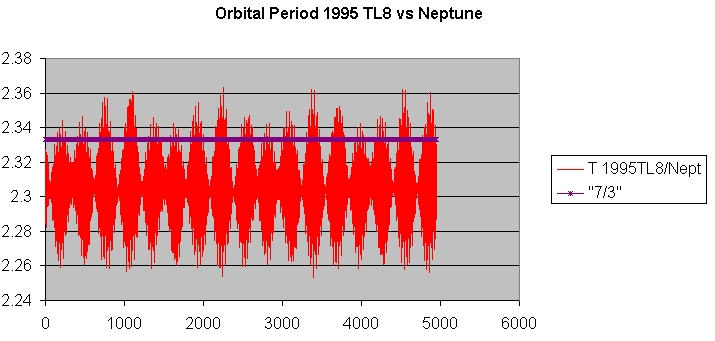
海王星の7:3共鳴点から外れたの1995 TL_{8}の軌道周期

## 正式定義に向けて
太陽系外縁天体の分類については、国際的に合意された正式な定義はなく、境界はしばしば不明瞭で、共鳴の概念についても正確に定義されていない。
黄道深部サーベイ(Deep Ecliptic Survey)は、4つの木星型惑星からの摂動下での長期的な軌道の統合に基づく正式な分類を導入した。
一般的に、平均運動共鳴は次のような軌道周期のみを含むものではなく
{\displaystyle {\rm {p\cdot \lambda -{\rm {q\cdot \lambda _{\rm {N}}}}}}}
（pとqは小さな整数値、λとλNはそれぞれ天体と海王星の平均黄経）、近点黄経や交点黄経も含む。
小さな整数値p、q、n、m、r、sに対し、以下の式で定義される引数が振動すれば、その天体は共鳴にある。
{\displaystyle \phi ={\rm {p\cdot \lambda -{\rm {q\cdot \lambda _{\rm {N}}-{\rm {m\cdot \varpi -{\rm {n\cdot \Omega -{\rm {r\cdot \varpi _{\rm {N}}-{\rm {s\cdot \Omega _{\rm {N}}}}}}}}}}}}}}}
ここで、{\displaystyle \varpi }は近点黄経、{\displaystyle \Omega }は昇交点黄経である。（添え字Nが付されたものは海王星の、添え字の無いものは小天体の値である）。
ここでの振動(libration)という用語は、周回(circulation)が0°から360°の全ての値を取るのに対して、おおよそ一定の値の角度での周期的な振動(oscillation)を意味する。例えば、冥王星の場合、共鳴角{\displaystyle \phi }は180°付近で振動し、82°の振幅を持つ、即ち角度は周期的に98°から262°まで変化する。
黄道深部サーベイで発見された全ての新規の冥王星族は、冥王星の平均運動共鳴と近い次の共鳴角を持つことが証明された。
{\displaystyle \phi ={\rm {3\cdot \lambda -{\rm {2\cdot \lambda _{\rm {N}}-\varpi }}}}}
より一般的に、この2:3共鳴は、全てのp:(p+1)共鳴の例であり、安定軌道に至ることが証明されている。これらの共鳴角は、
{\displaystyle \phi ={\rm {p\cdot \lambda -{\rm {q\cdot \lambda _{\rm {N}}-({\rm {p-{\rm {q)\cdot \varpi }}}}}}}}}
この場合、共鳴角{\displaystyle \phi \,}の重要性は、天体が近点付近にある、即ち{\displaystyle \lambda =\varpi }の時、
{\displaystyle \phi =q\cdot (\varpi -\lambda _{\rm {N}})}
即ち{\displaystyle \phi \,}が天体の海王星からの近点距離を定めるということで理解できる。天体は、海王星からの近点を遠くに保つことで、摂動から守られる。

## 分類方法
軌道要素の正確さは限定的であることが知られており、その不確実さが偽陽性に繋がっている（即ち、本当は共鳴軌道ではないものも分類している）可能性がある。
最近のアプローチ は、現在ぴったりあう軌道だけではなく、観測データの不確実性に対応するさらに2つの軌道も考慮に入れている。アルゴリズムは、軌道が観測誤差でずれても共鳴として分類されるか否かを判断する。
3つの軌道は、1000万年以上の期間で統合される。3つ全ての軌道が共鳴のまま残る（即ち、共鳴引数が振動する）場合、天体を共鳴と分類することは確実となる。
3つのうち2つだけが振動する場合、その天体は「恐らく」共鳴状態にあると分類される。
アルゴリズムに用いられた軌道長半径の2つの極端な値は、最大でも標準偏差3のデータの不明確さに相当する。このような軌道長半径の値の範囲は、真の軌道がこの範囲を超えている可能性を0.3%以下にする。
この方法は、少なくとも3つの衝で観測されている天体に対して適用できる。